# Коммуникативная теория планирования
Коммуникативное планирование — это особый подход к городскому планированию, который объединяет заинтересованных лиц и вовлекает их в процесс совместного принятия решений, при котором учитываются позиции и мнения всех участников. Это также носит название совместного планирования среди практиков планирования или модель совместного планирования.

## История
Коммуникативная теория планирования сформировалась в начале 1970-х годов и основывалась на нескольких ключевых понятиях: общение и обсуждение могут быть представлены в различных формах, знание должно быть социально сконструировано, и социальный контекст может оказывать влияние на формирование разнообразных предпочтений и интересов людей.
Будучи адаптированной под городское сообщество, коммуникативная теория признаёт, что слова, жизненный опыт, стиль общения, действия самих участников планирования оказывают значительное влияние на процесс планирования. Наконец, коммуникативная теория планирования выдвигает идею о том, что планирование естественно для повседневной практики и общественных отношений, а формирование консенсуса может привести к упорядочению мыслей людей и переходу от традиционных способов принятия решений к более современным и инновационным.
В 1990-х годах ряд ученых, изучающих теорию планирования стали писать о новом направлении теории городского планирования, которое от преобладающего рационального подхода перешло непосредственно к планированию. Введение термина «коммуникативное планирование» приписывают Джудит Иннес, которая впервые использовала его в статье «Формирующаяся парадигма теории планирования: коммуникативное действие и интерактивная практика». Иннес пытается преодолеть разрыв между теориями планирования и планированием на практике. Она предлагает создание совместной комфортной среды планирования, которая бы обеспечила участие всем заинтересованным сторонам.
В то же время, когда вышла статья Джудит Иннес, Пэтси Хейли также опубликовала ряд текстов о теории планирования, которые исследовали коммуникативное и совместное планирование. Опираясь на теорию Юргена Хабермаса, Хейли фокусируется на влиянии, которое коммуникативные акты оказывают на процесс планирования внутри сообщества.
Область терапевтического планирования тесно связана с коммуникативным планированием. Теория терапевтического планирования заключается в том, что сообщества могут испытывать коллективную травму, в том числе в результате прошлых процессов планирования. Также отмечается, что тщательно организованное участие каждого члена сообщества в планировании может служить катализатором для исцеления всего сообщества. Некоторые практики планирования придерживаются нетрадиционных подходов планирования: они используют кинопроизводство и другие художественные средства массовой информации для вовлечения членов сообщества в терапевтические процессы планирования.

## Коммуникативный процесс и его инструменты
В процессе коммуникативного планирования специалисты по планированию играют стимулирующую роль. Они часто выступают «посредниками знаний», чтобы помочь переосмыслить проблемы и найти более творческий подход к их решению.
На протяжении всего этого процесса информация должна собираться коллективно всеми заинтересованными сторонами. В частности, все заинтересованные стороны должны быть вовлечены в процесс как определения проблемы, так и её совместного решения.
Формирование консенсуса является важной частью этого коллективного процесса осмысления, поскольку информация обсуждается и проверяется внутри группы заинтересованных сторон, в результате чего информация приобретает большее значение именно для группы.
Для содействия усилиям по формированию консенсуса власть должна быть распределена между заинтересованными сторонами таким образом, чтобы они были равны в этом процессе. Открытость и доверие также имеют решающее значение для формирования консенсуса. Рассматривая широкий спектр обсуждаемых вопросов, можно выявить общие черты между различными заинтересованными сторонами, что может поспособствовать формированию консенсуса. Однако это не может его гарантировать, поскольку позиции сторон могут быть слишком разными.

## Критика
Критика теорий коммуникативного планирования Иннес и Хейли сосредоточена на процессах планирования и результатах.
Критики теории коммуникативного планирования ставят под сомнение способность теории, которую они считают идеалистической, привести процесс, основанный на консенсусе, к значимым результатам. Другие критические замечания относятся к власти: кто наделён правом исключать или включать заинтересованные стороны, и прибегнут ли заинтересованные стороны, пользуясь своими полномочиями, к манипулированию процессом формирования консенсуса (учитывая то, что консенсус должен быть достигнут).
Новые неолиберальные критики утверждают, что совместное планирование — это способ поддержания более крупных политических и институциональных систем путём создания процесса, который только кажется привлекательным в глазах общественности. Они рассматривают совместное планирование как способ сохранения стабильности неолибералов во власти и политических системах, а не создания реальных изменений в системе управления.

## Влияние на общество
В 1990 году город Миннеаполис, штат Миннесота, запустил 20-летнюю «Программу возрождения соседства», направленную на расширение возможностей жителей в принятии местных решений и распределение обязанностей по планированию между государственными и частными заинтересованными сторонами.
Благодаря этой программе и принятию 66 уникальных планов заинтересованные стороны из различных организаций, включая широкую общественность, собрались вместе, чтобы сформулировать и согласовать возможные и взаимовыгодные направления развития. Акцент был сделан на участие граждан, а муниципальные планировщики взяли на себя консультативную роль и оказывали содействие путём поощрения, привлечения аудитории и рассмотрения уже выполненных планов с технической точки зрения.